# Plínio Olinto
Plínio Olinto (Rio de Janeiro, 1886 — Rio de Janeiro, 1956) foi um médico, psiquiatra, pesquisador, escritor e psicopedagogo brasileiro. Concluiu seu doutorado em 1910 com a tese "Contribuição ao Estudo da Associação de Ideias" pela Faculdade de Medicina do Rio De Janeiro (FM - UFRJ).

## Obras
- 'Notas de pedagogia e psicologia normal e patológica ' (1918)
- 'Introdução à psiquiatria ' (1930)
- 'Noções de psicologia ' (1936)
- 'Higiene Mental' (1939)